# Flatlands (Brooklyn)
Flatlands  è un quartiere di Brooklyn, è la parte a sud-est del quartiere a New York. L'area fa parte del Brooklyn Community Board 18.

## Geografia
Originariamente era una città indipendente, Flatlands divenne parte della città di Brooklyn nel 1896.
Gli attuali confini sono rozzamente definiti dalla Avenue H a nord, la Avenue U a sud, la Ralph Avenue a est, Flatbush Avenue a sud-ovest e Nostrand Avenue a nord-ovest.